# Chloroclystis irabunda
Chloroclystis irabunda là một loài bướm đêm trong họ Geometridae.